# Placosphaeria sedi
Placosphaeria sedi är en svampart som beskrevs av Sacc. 1880. Placosphaeria sedi ingår i släktet Placosphaeria, ordningen Dothideales, klassen Dothideomycetes, divisionen sporsäcksvampar och riket svampar.   Inga underarter finns listade i Catalogue of Life.